# Inca, Tây Ban Nha
Inca là một đô thị trên đảo Mallorca, thuộc quần đảo Baleares, Tây Ban Nha. Dân số 25.900 người (2004) và diện tích là 58.4 km².

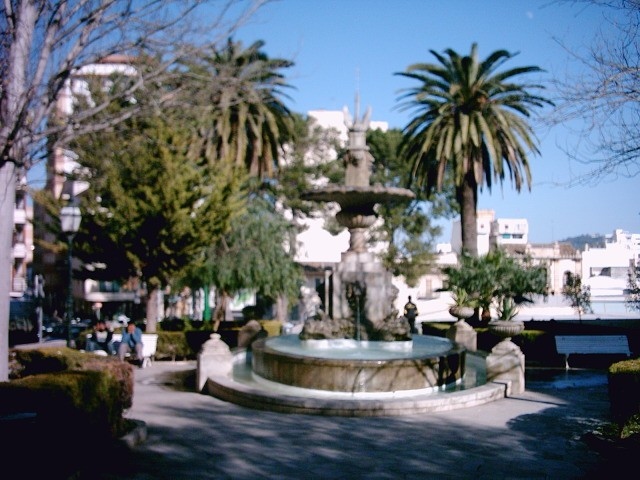
Orient Square

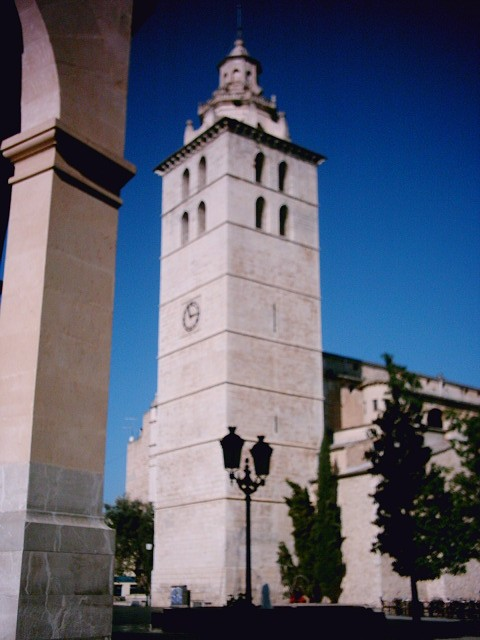
Nhà thờ Santa Maria la Major